# Гайниямакский сельсовет
Гайниямакский сельсовет — муниципальное образование в муниципальном районе Альшеевский район Республики Башкортостан Российской Федерации.
Согласно «Закону о границах, статусе и административных центрах муниципальных образований в Республике Башкортостан» имеет статус сельского поселения.

## Население
| 2002 | 2009  | 2010  | 2012  | 2013  | 2014 | 2015 |
| ---- | ----- | ----- | ----- | ----- | ---- | ---- |
| 1229 | ↘1173 | ↘1076 | ↘1023 | ↘1022 | ↘989 | ↘977 |
| 2016 | 2017  | 2018  | 2019  | 2020  |      |      |
| ↘955 | ↘928  | ↘919  | ↘891  | ↘867  |      |      |

## Состав сельского поселения
| № | Населённый пункт | Тип населённого пункта       | Население |
| - | ---------------- | ---------------------------- | --------- |
| 1 | Гайниямак        | село, административный центр | ↘897      |
| 2 | Иршат            | деревня                      | ↘68       |
| 3 | Тукмакбаш        | деревня                      | ↗55       |
| 4 | Буданьяр         | деревня                      | ↘40       |
| 5 | Айтуган          | деревня                      | ↗16       |

До декабря 1986 года в состав сельсовета входила деревня Новопокровка, исключенная из учетных данных указом Президиума Верховного Совета Башкирской АССР от 12.12.1986 № 6-2/396 «Об исключении из учетных данных некоторых населенных пунктов».